# 處女作

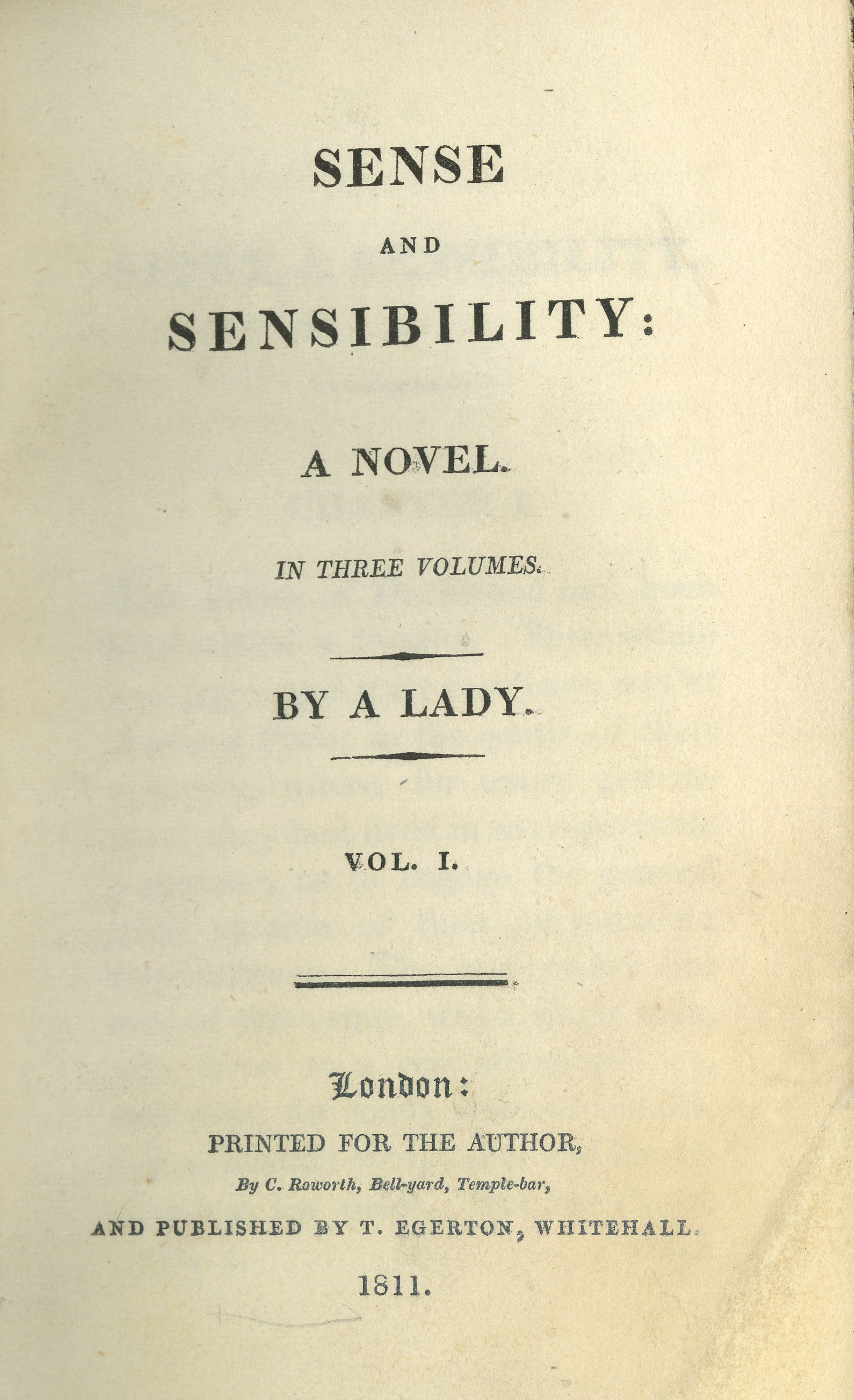
簡·奧斯汀的初作《理智與情感》（1811年）的扉頁。

初作，英語：指一名小說家所出版的第一部小說。初作在出版界能夠造成的影響力大小對於作家本身而言至關重要，因此該作是否成功亦能夠決定作者將來職業生涯中的成敗。首次撰寫小說且之前未有任何出版經驗（如在非小說領域或期刊、文學雜志上發表文章）的作者通常都會在尋找出版商的過程中面臨難題。
當出版社不願冒風險爲不知名作家投入資金向大衆推廣作品時，一些新晉小說家也會通過個人出版的方式發行其初作。許多出版商傾向于通過作家經紀人購買小說的版權，以初作尤甚（作家經紀人通常在將客戶稿件送至出版商之前對作品先行篩選）。此類出版界的門檻同時反應了兩點：出版商在審核與出版新作品時的有限精力與資源；以及與新作者的小說相比，讀者往往傾向于購買更加知名之作者的作品。因此，文學界也有專門設立獎項以便爲優秀的初作品提供認可。